# Thomas V. Cohen
Thomas Vance Cohen (* 19. Dezember 1942 in Norfolk) ist ein US-amerikanischer Historiker. Er ist Professor für Geschichte und Humanwissenschaften an der York University, Toronto. Seine Fachgebiete umfassen Kulturanthropologie und die italienische Renaissance in Italien mit besonderem Fokus auf die Stadt Rom. Zu seinen Forschungsinteressen zählen die Interpretation von sozialen Symbolen, Sprachen und Narrativen sowie die Untersuchung ritueller Praktiken. Dabei arbeitet er mit mikrohistorischen Ansätzen.

## Wirken und Rezeption
In seinem Buch Love and Death in Renaissance Italy erzählt Cohen sechs verschiedene (Mikro-)Geschichten aus dem Rom des ausgehenden 16. Jahrhunderts. Dabei bedient er sich an Fällen aus den römischen Archiven, und rekonstruiert mit Hilfe von Gerichtsprotokollen eindrückliche Episoden aus dem Leben von Liebhabern und Mördern. Laut Mary Hewlett von der University of Windsor, führt Cohen den Leser an skrupellose Charaktere heran, stets bedacht ihr übles Verhalten im Kontext ihrer Zeit zu erklären. Durch tiefgehende Erforschung von Familienallianzen ermittelt er für seine Protoganisten Motive und beleuchtet minutiös die Nuancen ihres Handelns.
Mit seinem 2019 erschienenen Buch Roman Tales: A Reader’s Guide to the Art of Microhistory erkundet Cohen die soziale und kulturelle Dimension des Lebens in Rom zu Zeiten der Renaissance und erläutert gleichzeitig die Methodik und Denkweise von Mikrogeschichte.
Auch in anderen Publikationen verwendete Cohen die mikrohistorische Arbeitsweise und unterstreicht auf der Website microhistory.eu deren Bedeutung:
„Erstens, sind wir Mikrohistoriker geschulter als die meisten Historiker, wenn es um die subtile Analyse von gewissen Anhaltspunkt geht. Wir quetschen unsere Quellen gründlich aus, wir suchen nach Nuancen, wir lauschen sorgfältig der Sprache, wir kriechen in und sogar hinter unsere Quellen. Viele Historiker forschen nicht mit derselben starken Neugier wie wir es tun, als ob die Quellen, ungeachtet welcher Art, schlicht die Wahrheit sagen würden. Nuancen, ein ausgeprägter Sinn für Mehrdeutigkeit und gesunder Skeptizismus sind zentral für unsere Praktiken. Diese bilden die richtigen Muster für intelligentes Lesen und Forschen, für alle Historiker.“
(„First, we microhistorians are far more skilled than most historians at subtle reading of evidence. We squeeze our sources hard, we read for nuance, we listen carefully to language, we crawl into and even behind our sources. Many historians read without our intense curiosity, as if the sources, whatever their nature, just plain speak truth. Nuance, a strong sense of ambiguity, and healthy skepticism are central to our practice; these are good models for intelligent reading and investigation, for all historians.“)
„Zweitens, sind wir Mikrohistoriker darauf bedacht, die Vergangenheit, mit allen uns zur Verfügung stehenden Mitteln, in ihrer Ganzheit abzubilden. Mit unserer Leidenschaft für das Kurzlebige und Kleine, zielen wir auf Ganzheitlichkeit ab und erfassen in diesem begrenzten Rahmen eifrig jedes menschliche Gefühl, jede Eigenschaft, jeder Ton, jede Quelle. Wir haben einen scharfen Blick für das zu erforschende Umfeld. Wir bieten ein Gegenmittel für Reduktionismus und kurzsichtige Narrative. Makrohistoriker vermögen unserer Obsession nicht nachzukommen. Aber das Modell einer vielseitigen Sichtweise der Vergangenheit ist eine wertvolle Heuristik, welche von Makrohistorischen Studien angewendet werden kann um ergiebe Mikro-Momente genießen zu können.“
(„Second, we microhistorians are very keen to assemble, as far as we are able, the entirety of past moments. In our passion for the brief and small, we aim for totality — every human sense, every quality, every tone, every source  — within our finite scope and eager grasp. We have a keen eye for setting. We offer an antidote to reductionism and blinkered narrative. Macrohistorians could never follow our obsessions all the way; they would bog down hopelessly. But the model of a well-rounded picture of past moments is a precious heuristic and macro studies can employ, and enjoy rich micro-moments.“)

## Schriften
- Love and Death in Renaissance Italy. University of Chicago Press, Chicago 2004, ISBN 978-0-226-11258-9.
- Roman Tales. A Reader’s Guide to the Art of Microhistory. Routledge, Abingdon-on-Thames 2019, ISBN 978-1-138-63693-4.